# Provinz San Martín
Die Provinz San Martín ist eine von zehn Provinzen der Region San Martín in Nord-Peru. Sie hat eine Fläche von 5640 km². Beim Zensus 2017 wurden in der Provinz 205.362 Einwohner gezählt. Im Jahr 1993 lag die Einwohnerzahl bei 118.069, im Jahr 2007 bei 161.132. Die Provinzverwaltung befindet sich in der Stadt Tarapoto.

## Geographische Lage
Die Provinz San Martín liegt im Nordosten der Region San Martín. Sie erstreckt sich entlang einem etwa 120 km langen Abschnitt des unteren Río Huallaga. Ein Höhenkamm der peruanischen Ostkordillere durchquert mittig die Provinz. Westlich des Höhenkamms liegt eine vorandine Beckenlandschaft, die vom Río Mayo durchflossen wird. Dort befindet sich die Provinzhauptstadt Tarapoto. Östlich des Höhenkamms beginnt das Amazonastiefland. Die Provinz hat eine maximale Längsausdehnung in Ost-West-Richtung von etwa 105 km sowie in Nord-Süd-Richtung von etwa 83 km. Der Südosten der Provinz liegt innerhalb des Nationalparks Cordillera Azul.
Die Provinz San Martín grenzt im Norden an die Provinz Alto Amazonas (Region Loreto), im Nordosten an die Provinz Requena (Region Loreto), im Osten und Südosten an die Provinz Ucayali (Region Loreto), im Südwesten an die Provinz Picota sowie im Westen an die Provinz Lamas.

## Verwaltungsgliederung
Die Provinz San Martín ist in 14 Distrikte unterteilt. Der Distrikt Tarapoto ist Sitz der Provinzverwaltung.
| Distrikt             | Verwaltungssitz        |
| -------------------- | ---------------------- |
| Alberto Leveau       | Utcurarca              |
| Cacatachi            | Cacatachi              |
| Chazuta              | Chazuta                |
| Chipurana            | Navarro                |
| El Porvenir          | Pelejo                 |
| Huimbayoc            | Huimbayoc              |
| Juan Guerra          | Juan Guerra            |
| La Banda de Shilcayo | La Banda               |
| Morales              | Morales                |
| Papaplaya            | Papaplaya              |
| San Antonio          | San Antonio de Cumbaza |
| Sauce                | Sauce                  |
| Shapaja              | Shapaja                |
| Tarapoto             | Tarapoto               |